# Te quiero comer la boca
«Te quiero comer la boca» es una canción de la banda de rock y ska argentina La Mosca Tsé-Tsé, e incluida en el álbum Buenos muchachos. La canción fue lanzada a mediados del mes de abril del año 2001 y es el primer sencillo del disco.

## Videos musicales
El videoclip está disponible en Youtube en el canal oficial de la banda desde el año 2009.

## Lista de canciones

### CD - Single[6]
| Te quiero comer la boca — Single |                           |          |  |
| N.º                              | Título                    | Duración |  |
| 1.                               | «Te quiero comer la boca» | 3:24     |  |